# Вознесенка (зупинний пункт)
Вознесе́нка — пасажирська зупинна залізнична платформа Лиманської дирекції Донецької залізниці (до грудня 2014 р. Ясинуватська дирекція) на лінії Рутченкове — Покровськ.
Розташована між с. Вознесенка та Новоселидівка, Покровський район, Донецької області між станціями Роя (12 км) та Цукуриха (4 км).
Через військову агресію Росії на сході України транспортне сполучення припинене.
Отримала зупинка назву від колгоспу ім. О. В. Суворова (4743 га земель), центральна садиба якого містилася в Новоселидівці. Радгосп спеціалізувався на виробництві зерна і молочної продукції. Безпосередньо в районі зупинного пункту знаходяться дачні ділянки.
Південніше Суворового залізниця Рутченкове — Покровськ проходить мальовничою пересіченою місцевістю, але на початку 20-х років ХХ століття ця ділянка колії була скоріш проблемною. Колія в цих місцях в зиму опинялася під сніговими заносами, висота котрих іноді перевищувала 3 сажні. Станом на 1923 рік, цією ділянкою колії проходив двічі на тиждень вантажний потяг, який потребував оперативного розчищення залізниці. Якби ситуація не змінилася в найближчій перспективі, цій ділянці колії загрожував би демонтаж. Змінити справи на краще вдалося налагодженням у 1924 році курсування пасажирсько-товарних потягів у сполученні Гришине (Покровськ) — Юзове (Донецьк), тричі на тиждень. В 1930 році дані потяги було переведено у щоденне обертання.
2023-го року перейменовано на Вознесенка за назвою населеного пункту.